# Begraafplaats van Mollem
De Begraafplaats van Mollem is een gemeentelijke begraafplaats in het Belgische dorp Mollem, een deelgemeente van Asse. Ze ligt op 330 m ten zuidwesten van de Sint-Stefanuskerk in het dorpscentrum.
Er liggen een honderdtal graven van oud-strijders uit de Eerste- en Tweede Wereldoorlog. Op een gedenksteen staan de namen van 43 gesneuvelde dorpsbewoners uit de Eerste Wereldoorlog.

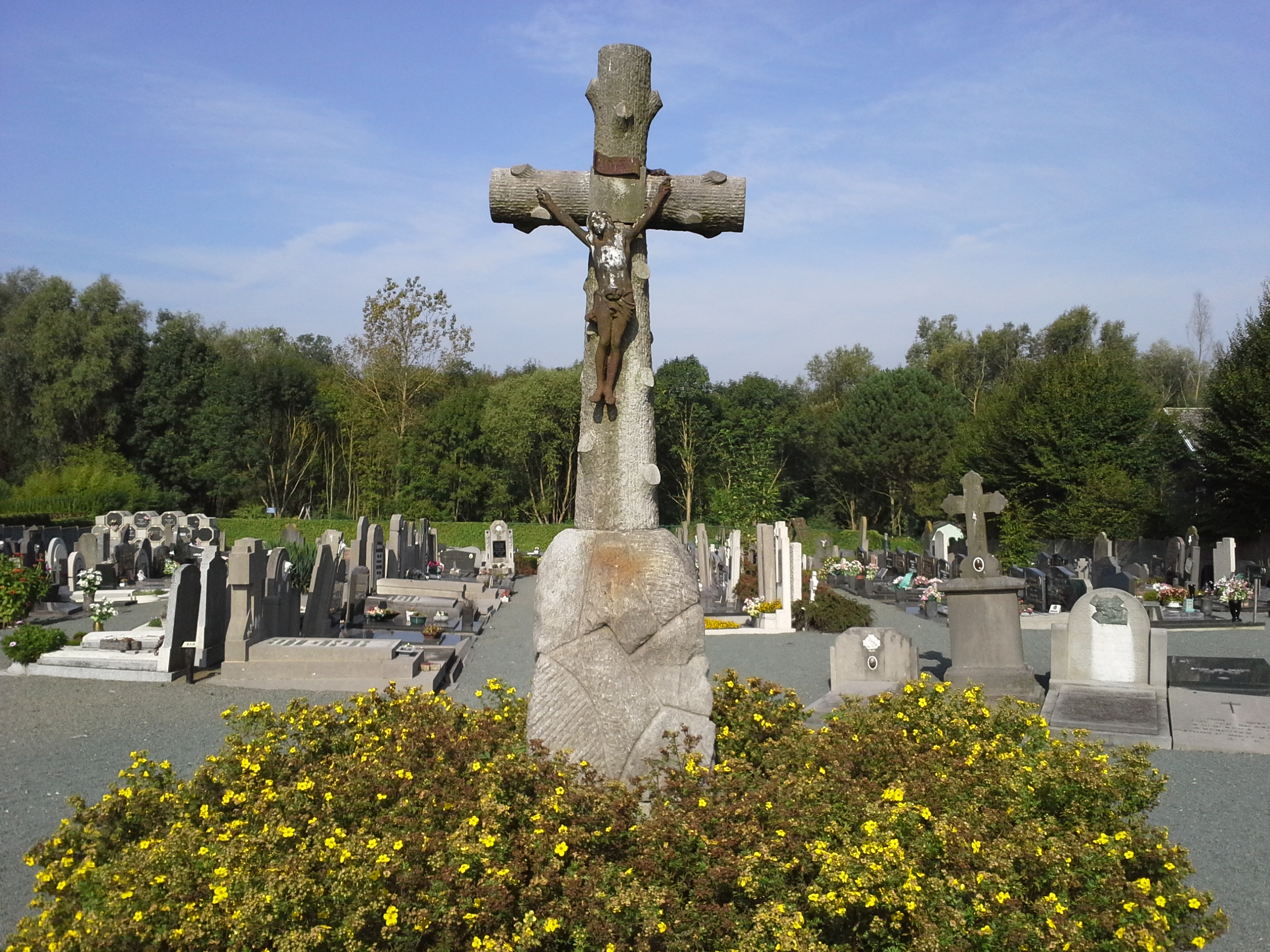
Overzicht
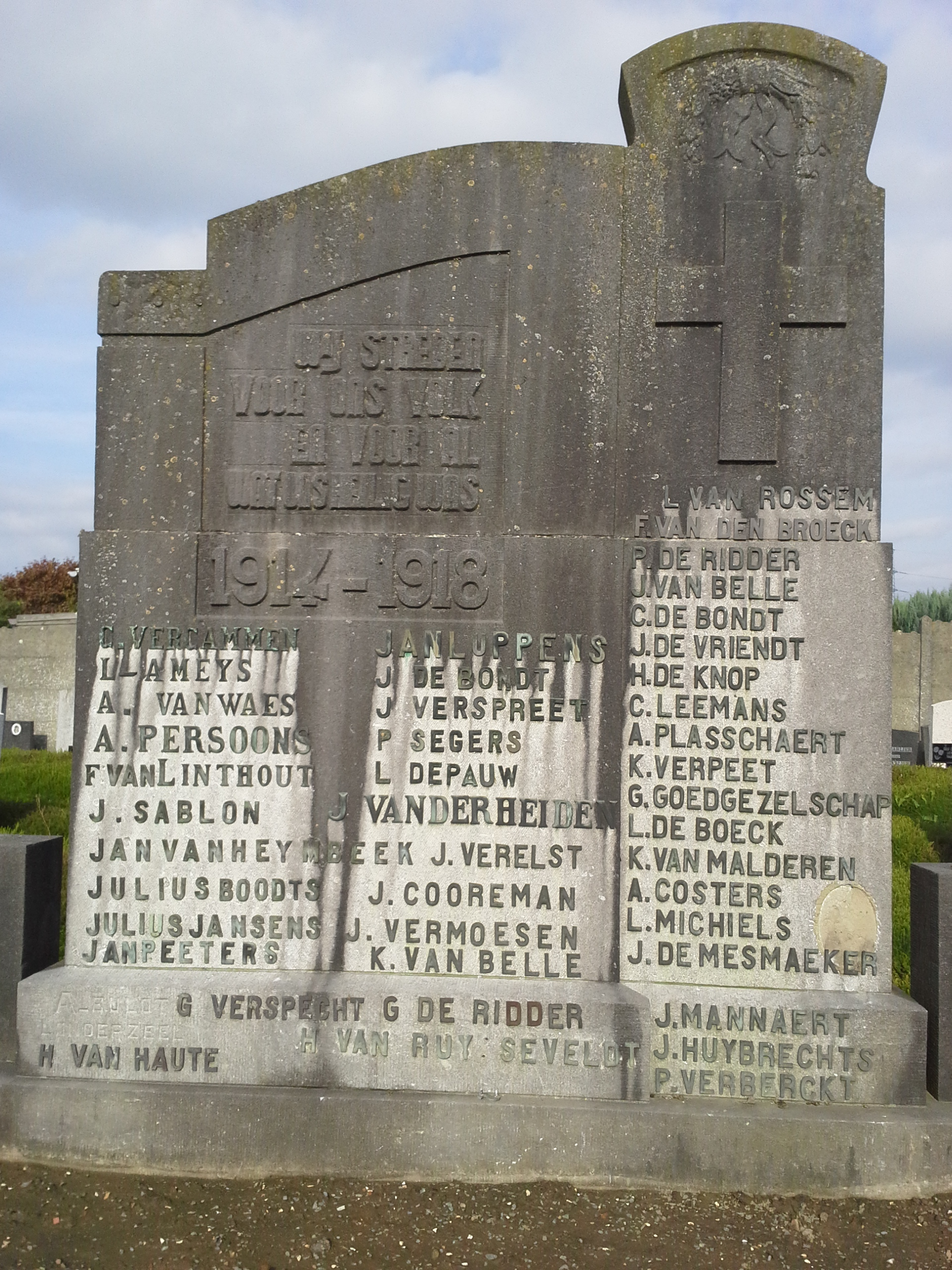
Oorlogsmonument 1914-1918

## Britse oorlogsgraven
In het midden naast het centrale gangpad liggen 2 Britse gesneuvelden uit de Tweede Wereldoorlog. Het zijn onderluitenant John Alexander Wood en onderofficier William Tipping. Hun graven staan bij de Commonwealth War Graves Commission geregistreerd onder Mollem Communal Cemetery.